# Ủy ban Hải dương học Liên chính phủ
Ủy ban Hải dương học Liên chính phủ (tiếng Anh: Intergovernmental Oceanographic Commission of UNESCO, viết tắt: IOC/UNESCO) là tổ chức quốc tế được thành lập năm 1960 theo Nghị quyết 2.31 của Đại hội đồng UNESCO.
IOC là cơ quan Liên Hợp Quốc chuyên về hải dương học, quan sát đại dương, trao đổi thông tin - dữ liệu về đại dương và cung cấp dịch vụ về đại dương, chẳng hạn quản lý hệ thống cảnh báo sóng thần.
Ủy ban Hải dương học Liên chính phủ được thành lập nhằm thúc đẩy hợp tác quốc tế, bảo vệ môi trường biển, tạo dựng năng lực để nâng cao chất lượng quản lý cũng như hoạch định chính sách, khuyến khích nghiên cứu khoa học, tăng cường hiểu biết về những vấn đề liên quan tới tự nhiên và tài nguyên của đại dương. Phiên họp đầu tiên diễn ra tại trụ sở UNESCO ở Paris, Pháp trong các ngày từ 19 đến 27 tháng 10 năm 1961.

## Tổ chức
Cơ cấu tổ chức của IOC gồm một Đại hội đồng (Assembly), Hội đồng chấp hành (Executive Council), Ban Thư ký (Secretariat') và các cơ quan phụ trợ (Subsidiary bodies). Cơ quan này có quyền tự quyết về chương trình hoạt động, tổ chức bộ máy chỉ đạo, điều hành, tự tạo kinh phí hoạt động... mà không phụ thuộc vào UNESCO. Ban Thư ký đóng tại trụ sở UNESCO ở quận 15, Paris.

## Mục tiêu hoạt động
Mục tiêu hoạt động của IOC là:
- Giúp các quốc gia chuẩn bị đối phó với các tai họa liên quan đến biển, chẳng hạn IOC điều hành Hệ thống cảnh báo sóng thần.
- Giám sát tác động của biến đổi khí hậu lên đại dương và trợ giúp các quốc gia ven biển thích nghi với các thay đổi đó.
- Điều tra sức khỏe của hệ sinh thái đại dương
- Hỗ trợ nhiều chương trình cung cấp thông tin về đại dương và cách thức quản trị dựa trên hệ sinh thái biển.

## Danh sách thành viên
Mọi quốc gia thành viên Liên Hợp Quốc nếu có nguyện vọng thì đều được gia nhập IOC và không cần phải là thành viên của UNESCO. Tính đến ngày 2 tháng 9 năm 2013, IOC có tổng cộng là 147 thành viên. 40 quốc gia thành viên ban đầu (có tư cách thành viên từ trước tháng 11 năm 1961):
- Argentina
- Úc
- Bỉ
- Brasil
- Canada
- Chile
- Trung Quốc
- Cuba
- Đan Mạch
- Cộng hòa Dominica
- Ecuador
- Phần Lan
- Pháp
- Đức
- Ghana
- Anh Quốc
- Ấn Độ
- Israel
- Ý
- Bờ Biển Ngà
- Nhật Bản
- Mauritanie
- México
- Monaco
- Maroc
- Hà Lan
- Na Uy
- Pakistan
- Ba Lan
- România
- Hàn Quốc
- Việt Nam Cộng hòa
- Liên Xô
- Tây Ban Nha
- Thụy Sĩ
- Thái Lan
- Tunisia
- Cộng hòa Ả Rập Thống nhất
- Hoa Kỳ
- Uruguay

## Ngày Đại dương Thế giới
Ngày Đại dương Thế giới là ngày 8 tháng 6 được Liên Hợp Quốc công nhận chính thức vào năm 2008 trong Nghị quyết A/RES/63/111 là một ngày lễ quốc tế.
Đó là một cơ hội để hàng năm nhằm nhắc nhở con người quan tâm tới những giá trị của đại dương.